# Society of American Artists

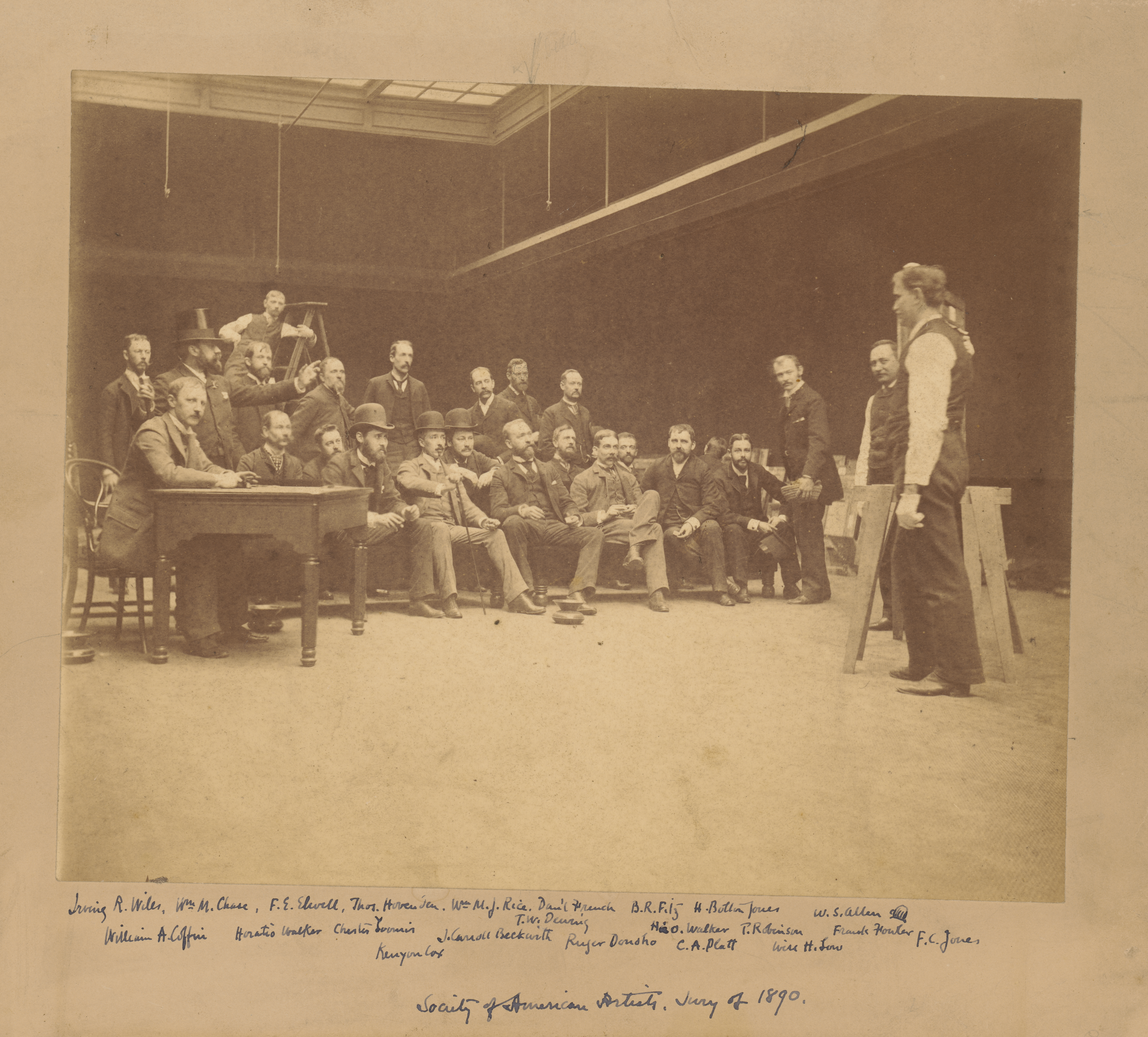
Society of American Artists, Jury von 1890, Albuminsilberabzug,. National Portrait Gallery, Washington D. C.

Die Society of American Artists war eine Vereinigung von Künstlern, die im späten 19. und frühen 20. Jahrhundert in den Vereinigten Staaten bestand.

## Geschichte
Die Society of American Artists wurde 1877 in New York City als Abspaltung von der National Academy of Design gegründet. Ziel der Society of American Artists war es, eine Alternative zur konservativen National Academy of Design zu schaffen, deren Mitglieder als zu traditionell galten. Zu den Gründungsmitgliedern zählten Künstler wie Helena de Kay Gilder, Augustus Saint-Gaudens und Albert Pinkham Ryder. Sie wollten neue künstlerische Strömungen fördern und jungen Künstlern Ausstellungsmöglichkeiten bieten.
Zu den ersten Mitgliedern gehörten der Bildhauer Augustus Saint-Gaudens, dessen Werk 1877 von einer Ausstellung der National Academy abgelehnt worden war, sowie die Maler Walter Shirlaw, Robert Swain Gifford, Albert Pinkham Ryder, John La Farge, Julian Alden Weir, John Henry Twachtman, Edwin Abbey, James Carroll Beckwith, Mary Cassatt, William Merritt Chase, Thomas Eakins, George Inness, John La Farge und Alexander Helwig Wyant. Ebenfalls Mitglied war der Designer und Künstler Louis Comfort Tiffany. Im Jahr 1897 wurde mit Laura Coombs Hills erstmals eine Miniaturmalerin in die Society of American Artists aufgenommen.
Die jährlichen Ausstellungen der Society wurden rasch zu einem wichtigen Forum für die aufkommenden amerikanischen Realisten und Impressionisten. Im Jahr 1906 vereinigte sich die Society of American Artists schließlich wieder mit der National Academy of Design. Die Society of American Artists selbst besaß keine permanente Sammlung, doch viele bedeutende Werke amerikanischer Künstler, darunter John Singer Sargent, Childe Hassam und William Merritt Chase, wurden erstmals auf ihren Ausstellungen präsentiert.